# Szkoła matek
Szkoła matek (fr. L'École des mères) – komedia w jednym akcie Pierre’a de Marivaux wystawiona w 1732.

## Data powstania utworu
Utwór został napisany w 1735 roku i miał swą premierę 26 lipca 1732 w l’Hôtel de Bourgogne. Został wystawiony przez aktorów Comédie-Italienne. Komedia stanowiła kolejny sukces autora odniesiony przed publicznością teatru włoskiego.

## Osoby
| Osoba        | Jej rola w dramacie                                  |
| ------------ | ---------------------------------------------------- |
| Pani Arganta |                                                      |
| Angelika     | jej córka                                            |
| Lizeta       | jej służąca                                          |
| Erast        | kochanek Angeliki, występujący pod imieniem Rameusza |
| Damis        | ojciec Erasta, drugi z kochanków Angeliki            |
| Frontyn      | służący pani Arganty                                 |
| Champagne    | służący pana Damisa                                  |

## Treść
Akcja sztuki rozgrywa się w domu pani Arganty. 
Córka pani Arganty jest przez nią całkowicie zdominowana. Matka chce ją wydać za sześćdziesięciolatka, przekonana, że robi to dla dobra córki, by oszczędzić jej rozczarowań. W domu pojawia się zakochany w Angelice młodzieniec, Erast, w stroju lokaja, nie bez pomocy służących, Frontyna i Lizety. Erast jest synem starającego się o rękę dziewczyny Damisa. Młodzieniec prosi ukochaną o spotkanie, ona z  wielką gorliwością się zgadza i wyznaje Erastowi, że go kocha. Jej odwaga nie zdaje się jednak na wiele. Stary kochanek również odbywa z nią rozmowę. Dziewczyna, choć z trudem wyznaje mu, że go nie kocha, a nawet, że kocha innego. Damis nie poddaje się jednak. Ta miłość jest być może ostatnią w jego życiu. Dowiaduje się o schadzce zakochanych w ustronnym miejscu. Ubrany w domino kryje się w kącie, by posłuchać wzajemnych wyznań miłosnych. Jako pierwszy przybywa na umówione spotkanie Erast. Słysząc ruch domina, bierze ukrywającą się pod nim osobę za Angelikę i czyni wyznanie miłosne ukrytemu ojcu. Ojciec ucieka. Zjawiają się Angelika z Lizetą. Erast kontynuuje rozmowę, która w jego przekonaniu została tylko przerwana. Młodzi powtarzają sobie, że się kochają. Ich miłosny duet zostaje przerwany przez matkę. Arganta wnosi światło, które wszystko rozjaśnia. Ojciec Erasta wyraża zgodę na małżeństwo dzieci.

## Omówienie
Szkoła matek jest swego rodzaju przetworzeniem Szkoły żon, w którym Arnolf zmienia płeć i gdzie matka zastępuje zakochanego opiekuna. Pani Arganta przyzwyczaiła córkę do pasywnego posłuszeństwa. Nie pozwala jej na inną wolność, jak tylko wolność dobra, przy czym to ona sama rozstrzyga co jest tym dobrem. Trzyma córkę w zamknięciu, źle ubiera i chce wydać za sześćdziesięcioletniego mężczyznę, wszystko w dobrej intencji, żeby oszczędzić córce rozczarowań, które może jej przynieść niestałość młodego męża. Nawet nie przychodzi jej do głowy, że córka może się czuć z tego powodu nieszczęśliwa. Widzi, że Angelika jest smutna, ale przypisuje to jej charakterowi. Ma nawet do córki pytania na ten temat, ale sama dyktuje odpowiedzi. Córka jest nieśmiała wobec matki, ale gdy jest sama obiecuje to sobie z nawiązką powetować. Morał sztuki, jaki proponuje Marivaux brzmiː zbyt surowa matka sprawia, że córka sama się emancypuje. 
Marivaux uważa, że jest w stanie poprawić Moliera, i że jego Angelika jest bardziej prawdziwa od Agnieszki ze Szkoły żon. Zwodzi go jego nawyk zbyt subtelnej obserwacji. Agnieszka jest naiwna, ponieważ nie ma nawet pojęcia o tym, że tak jest. Angelika wie, że jest naiwna, mówi o tym, analizuje swą naiwność, wyjaśnia Lizecie, co jej matka zrobi i jakie będą tego później konsekwencje. Nie przeszkadza to nam czerpać prawdziwej i żywej przyjemności ze słuchania tych szczerych i subtelnych analiz kobiecego serca, czynionych przez jednego z najznakomitszych moralistów swoich czasów (F. Sarcey).